# Liste der Kulturdenkmäler in Kottenborn
In der Liste der Kulturdenkmäler in Kottenborn sind alle Kulturdenkmäler der rheinland-pfälzischen Ortsgemeinde Kottenborn aufgeführt. Grundlage ist die Denkmalliste des Landes Rheinland-Pfalz (Stand: 12. Juni 2023).

## Einzeldenkmäler
| Bezeichnung                           | Lage                         | Baujahr | Beschreibung | Bild                                    |
| ------------------------------------- | ---------------------------- | ------- | --- | --------------------------------------- |
| Grabkreuz                             | Hauptstraße                  | 1758    | Grabkreuz, bezeichnet 1758                                                                                           | Direkt Bild zu diesem Denkmal hochladen |
| Grabkreuz                             | Hauptstraße, vor Nr. 23 Lage | 1706    | Grabkreuz, bezeichnet 1706                                                                                           | weitere Bilder Fotos hochladen          |
| Grabkreuz                             | Hauptstraße, bei Nr. 29 Lage | 16[xx]  | Grabkreuz, bezeichnet 16[xx]                                                                                         | weitere Bilder Fotos hochladen          |
| Katholische Filialkirche St. Antonius | Kirchweg Lage                | 1525    | Chor bezeichnet 1525, Saalbau aus dem 17. Jahrhundert; Grabkreuz, bezeichnet 1673; Gesamtanlage mit umgebendem Areal | weitere Bilder Fotos hochladen          |